# Gérontophobie
La gérontophobie est la peur ou le rejet des personnes âgées,,,,.
Mais aussi toutes les formes de discrimination, haine, hostilité, mépris, violence, envers les personnes âgées.

## Sources
1. ↑  « gérontophobie — Wiktionnaire », sur fr.wiktionary.org (consulté le 10 février 2018)
2. ↑  « GÉRONTOPHOBIE : Définition de GÉRONTOPHOBIE », sur www.cnrtl.fr (consulté le 10 février 2018)
3. ↑  Synapse Développement, « Définition : gérontophobie - Le dictionnaire Cordial, Dictionnaire de français - French dictionary, nom », sur www.cordial.fr (consulté le 10 février 2018)
4. ↑  Charlotte Mareau et Adeline Vanek Dreyfu, « L'indispensable de la psychologie », livre.,‎ 18 octobre 2004, p. 193 (ISBN 2844723268, lire en ligne)
5. ↑  Charlotte Mareau, L'indispensable de la psychologie, Studyrama, 2015, 220 p. (ISBN 2759029026)